# Haralamb Zincă
Hary Isac Zilberman, conocido como Haralamb Zincă (Roman, 4 de julio de 1923 – Bucarest, 24 de diciembre de 2008) fue un escritor rumano.

## Biografía
Hijo de Iosif Sielberman y Caroline (nombre de soltera Sielberman), empezó como aprendiz en Bucarest y bibliotecario de ARLUS en 1945. Finalmente, acabó como redactor jefe adjunto de las revistas "Tănărul scritore" y "Luceafărul", redactor de "Viata Românească" y secretario responsable de la redacción de "Gazeta literară" entre 1962 y 1966. En 1967, fue nombrado director de la Casa de la Unión de Escritores de Bucarest.
Su debut como escritor fue con el cuento "Primăvara" (1950), imagen del triunfo de lo nuevo a través de la erradicación de la vida burguesa. Publicó numerosos libros de cuentos pero, sobre todo, ganó fama con sus libros de detectives y espías en la que combina la cuestión social con la de la creación, siendo la aventura la ejemplificación épica de la idea.
Murió el 24 de diciembre de 2008 en Bucarest, después de sufrir durante muchos años la enfermedad de Alzheimer y estar casi en el olvido. El escritor fue enterrado en el Cementerio Judío cerca de la estación de metro Héroes de la Revolución.
Su hijo, Andrei (Abraham) Zincă , vive en Estados Unidos y es un conocido director de telenovelas latinoamericanas.

## Obras
- Amintire (1956)
- Cazul R-16
- Ultima toamnă (1958)
- Popasuri... (1959)
- Dintre sute de catarge (1961)
- Palma lui Hercules (1963)
- Sfârşitul spionului Fantomă (1963)
- Zefirul (1964)
- Taina cavalerului de Dolenga (1965)
- Moartea vine pe bandă de magnetofon (1967)
- Ochii doctorului King (1968)
- O crimă aproape perfectă (1969)
- Şi a fost ora H (1971)
- Un caz de dispariţie : Anchete sociale (1972)
- Dispărut fără urmă (1973)
- Limuzina neagră (1973)
- Supersonicul 01 Decolează in Zori (1974)
- Un glonte pentru rezident (1975)
- Soarele a murit în zori (1976)
- Mapa cenuşie G.R. (1977)
- Toamna cu frunze negre (1978)
- Eu, H.Z., aventurierul (1979)
- Anotimpurile morţii (1980)
- Glonţul de zahăr (1981)
- Destinul căpitanului Iamandi (1982)
- Dosarul aviatorului singuratic (1983)
- Operaţiunea "Soare" (1984)
- Ultima noapte de război, prima zi de pace (1985)
- Noaptea cea mai lungă. Cartea I: Dincolo de întuneric  (1986)
- Noaptea cea mai lungă. Cartea II: Marea confruntare (1987)
- Fiecare om cu clepsidra lui (1988)
- Revelion 45 (1989)
- Suspecta moarte a lui Mario Campanella (1991)
- Coşciugul agentului K-05 (1991)
- "Spion" prin arhive secrete (1993)
- Moartea m-a bătut pe umăr (1993)
- Dragul meu Sherlock Holmes (1993)
- Interpolul transmite: arestaţi-l! (1993)
- Moarta mirosea a Christian Dior (1997)
- Noiembrie însângerat (2000)